# Oil and Gas Development Company Limited
Oil and Gas Development Company Limited (OGDCL) é uma companhia petrolífera estatal do Paquistão.

## História
A companhia foi estabelecida em 1961.